# A Antoni Gaudí
A Antoni Gaudí es una escultura urbana creada por Joaquim Camps en 1999 ubicada en la ciudad de Barcelona, España.

## Historia
Se trata de una obra realista realizada en bronce y a tamaño natural por el artista catalán Joaquim Camps para homenajear al destacado artista modernista Antoni Gaudí. Antes de colocar la escultura en su emplazamiento, la obra fue una de las pocas en recibir la bendición de la iglesia el 8 de octubre de 1999 por el padre Lluís Bonet delante de la Sagrada Familia, donde permaneció cinco días antes de ser trasladada a su destino final. La obra fue ubicada delante del Portal Miralles —una obra que realizó Gaudí en 1901 y de la cual solo se conserva la parte frontal, paralela al paseo de Manuel Girona de Barcelona—, inaugurándose el 13 de noviembre de 1999 ante el alcalde de Barcelona Joan Clos y del teniente alcalde Jordi Portabella.